# August-Pieper-Straße 5 (Mönchengladbach)

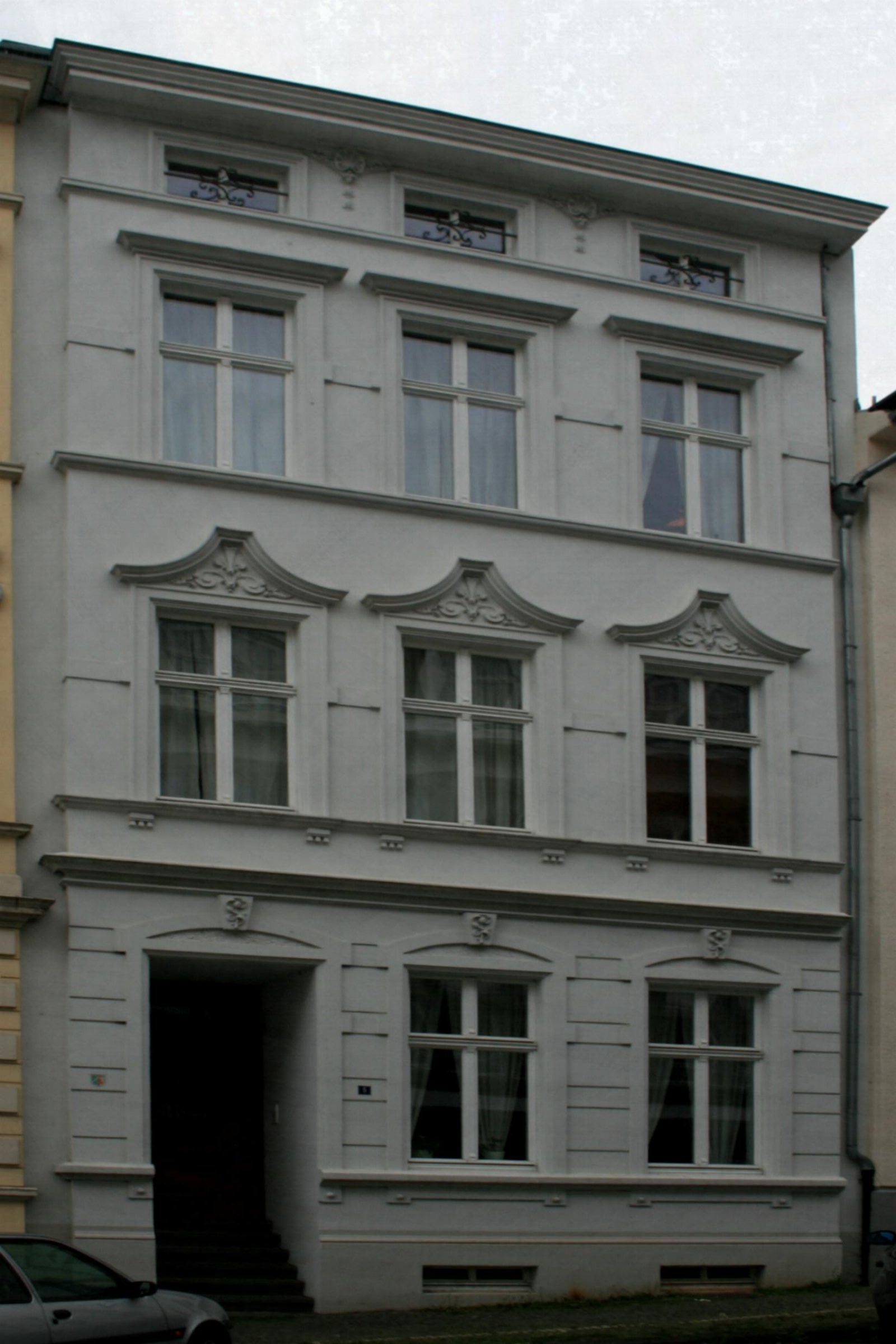
Wohnhaus August-Pieper-Straße 5 (2010)

Das Wohnhaus August-Pieper-Straße 5 steht in Mönchengladbach (Nordrhein-Westfalen) im Stadtteil Gladbach. Es wurde um 1900 erbaut. Das Haus ist unter Nr. A 001 am 4. Dezember 1984 in die Denkmalliste der Stadt Mönchengladbach eingetragen worden.

## Architektur
Es handelt sich um einen dreigeschossigen Putzbau von drei Achsen mit befenstertem Kniestock. Traditionelle Gliederung des Rheinischen Dreifensterhauses mit Betonung der Horizontalen durch Sockel-, Sohlbank-, Stockwerk- und Traufgesims. Das Erdgeschoss ist mittels Quaderimitation strukturiert, die Obergeschosse sind glatt verputzt. Die in regelmäßigen Achsabständen angeordneten und mit profilierten Gewänden gestalteten Fenster sind gleichförmig hochrechteckig ausgebildet und von geschossweise differierender Rahmung.
Ein flach aufgelegter, mit Schlusssteinimitation besetzter Stichbogen bekrönt die Fenster und den links angeordneten Hauseingang des Erdgeschosses. Aufwändiger und plastischer herausgearbeitet ist der Bekrönungsschmuck der Fensteröffnungen des ersten Obergeschosses, der als modifizierter Karniesbogen über vegetabilisch ausgebildeter Ornamentik die Funktion als Beletage zu betonen versucht. Mit einer schlichten Gebälkverdachung schließen die Fenster des zweiten Obergeschosses ab. Schmucklos in die Wandfläche eingeschnitten sind die liegenden Rechteckfenster des Mezzaningeschosses. Das weit vorkragende Holzkastengesims ist profiliert und mit zwei Stuckornamenten in Form eines Muschelmotivs geschmückt. Ein von der Straßenansicht kaum wahrnehmbares Satteldach schließt das Gebäude ab.